# 大平光洋
大平光洋（日语：／ Ōhira Mitsuhiro，1934年—），日本男子摔跤运动员。他曾代表日本参加1958年亚洲运动会摔跤比赛，获得一枚铜牌。他也曾参加1956年夏季奥林匹克运动会。